# Marcey-les-Grèves
Marcey-les-Grèves – miejscowość i gmina we Francji, w regionie Normandia, w departamencie Manche.
Według danych na rok 1990 gminę zamieszkiwały 1113 osoby, a gęstość zaludnienia wynosiła 165 osób/km² (wśród 1815 gmin Dolnej Normandii Marcey-les-Grèves plasuje się na 204. miejscu pod względem liczby ludności, natomiast pod względem powierzchni na miejscu 737.).